# Distretto di Machinga
Il distretto di Machinga (Machinga District) è uno dei ventotto distretti del Malawi, e uno dei dodici distretti appartenenti alla Regione Meridionale. Copre un'area di 3771 km² e ha una popolazione complessiva di 369.614 persone. La capitale del distretto è Machinga.